# بتلقان (قشلاق الشرقي)
بتلقان (بالفارسية: پتلقان) هي مستوطنة تقع في إيران في قسم قشلاق الشرقي الريفي. يقدر عدد سكانها بـ 54 نسمة .